# Jurinói járás

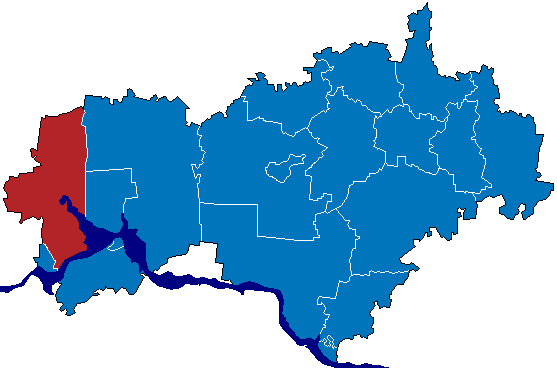
A Jurinói járás Mariföldön

A Jurinói járás (oroszul Юринский район, mari nyelven Йӱрнӹ кымдем) Oroszország egyik járása Mariföldön. Székhelye Jurino.

## Népesség
- 1989-ben 14 561 lakosa volt.
- 2002-ben 11 487 lakosa volt, melynek 92,9%-a orosz, 4,8%-a mari.
- 2010-ben 8 758 lakosa volt, melynek 93,1%-a orosz, 4,3%-a mari, 0,7%-a csuvas.